# 王謙 (1917年)
王谦（1917年2月—2007年7月9日），男，山西平定人，中华人民共和国政治人物。

## 生平

### 民国时期
1935年，毕业于平定中学。1936年加入中国共产党。1936年至1945年，任山西省平定县牺盟会常委，晋冀豫游击纵队第五支队政治委员，八路军一二九师三八五旅十四团三营教导员，中共平定(东)县委书记，中共榆社县委书记，中共太行区第三地委组织部部长，在中共中央北方局党校学习，任中共太行区第四地委组织部部长。1945年至1949年，任中共太行区第四地委副书记兼军分区副政治委员，中共长治市委书记，中共太行区第三地委书记兼军分区政治委员，中共太行区委组织部部长。

### 共和国时期
中华人民共和国成立后，1949年至1954年，任中共山西省长治地委书记兼军分区政治委员，中共中央华北局政策研究室主任、华北局农村工作部副部长。1954年12月至1956年7月任中共中央农村工作部华北、西北处处长，中共中央农村工作部副秘书长。1956年3月至8月，任中共山西省委副书记，1956年8月至1965年8月，任中共山西省委书记处书记、书记处常务书记，1960年11月至1966年12月，任中共中央华北局委员。1965年8月至1967年1月，任中共山西省委第二书记，1965年12月至1967年1月，任山西省省长，1966年至1970年，文化大革命中受迫害，被关押。1970年至1973年，出任山西省阳曲县革委会副主任、代主任，山西省革委会常委、省革委会计委主任、省革委会业务组组长。1973年5月至1975年5月，担任中共山西省委书记（当时设有第一书记）、山西省革委会副主任。1975年5月至1980年10月，任中共山西省委第一书记，1975年5月至1979年12月，任山西省革委会主任。1977年12月至1979年12月，兼任山西省政协主席，曾任山西省军区第一政治委员。
1981年9月至1985年，任中共四川省委书记（当时设有第一书记）兼四川省重庆市委第一书记。1986年4月，增选为第六届全国人大财政经济委员会副主任委员。1985年9月中共全国代表会议、中共十三大分别增选、当选为中央顾问委员会委员。此外他还是第三、五、六次全国人民代表大会代表，中共第八、十、十一、十二次全国代表大会代表，中共第十届中央候补委员、第十一届中央委员。
2007年7月9日，因病去世。

## 落选全国人大代表
1974年12月23日至26日，山西省革命委员会第六次全体会议在太原晋祠宾馆召开，补选四届全国人大代表。会前王谦是省委提名、中央同意的代表候选人，投票结果韩英当选，王谦落选，这是全国第一次省委第一书记落选全国人大代表。
1975年1月12日晚，在四届人大各代表团团长预备会议上，王洪文、张春桥、吴德都对王谦落选事件进行了批评。省委组织专门人员，检查选票，辨认字迹，调查对投王谦反对票的委员，投反对王谦票的委员受到了批斗、非法关押。